# Pheidole oculata
Pheidole oculata är en myrart som först beskrevs av Carlo Emery 1899.  Pheidole oculata ingår i släktet Pheidole och familjen myror. IUCN kategoriserar arten globalt som sårbar. Inga underarter finns listade i Catalogue of Life.

## Bildgalleri

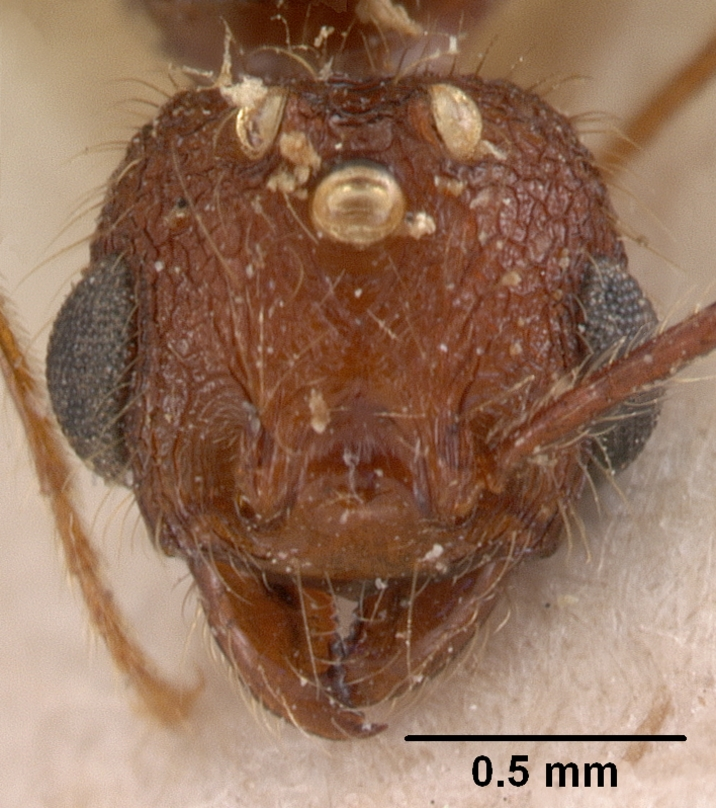
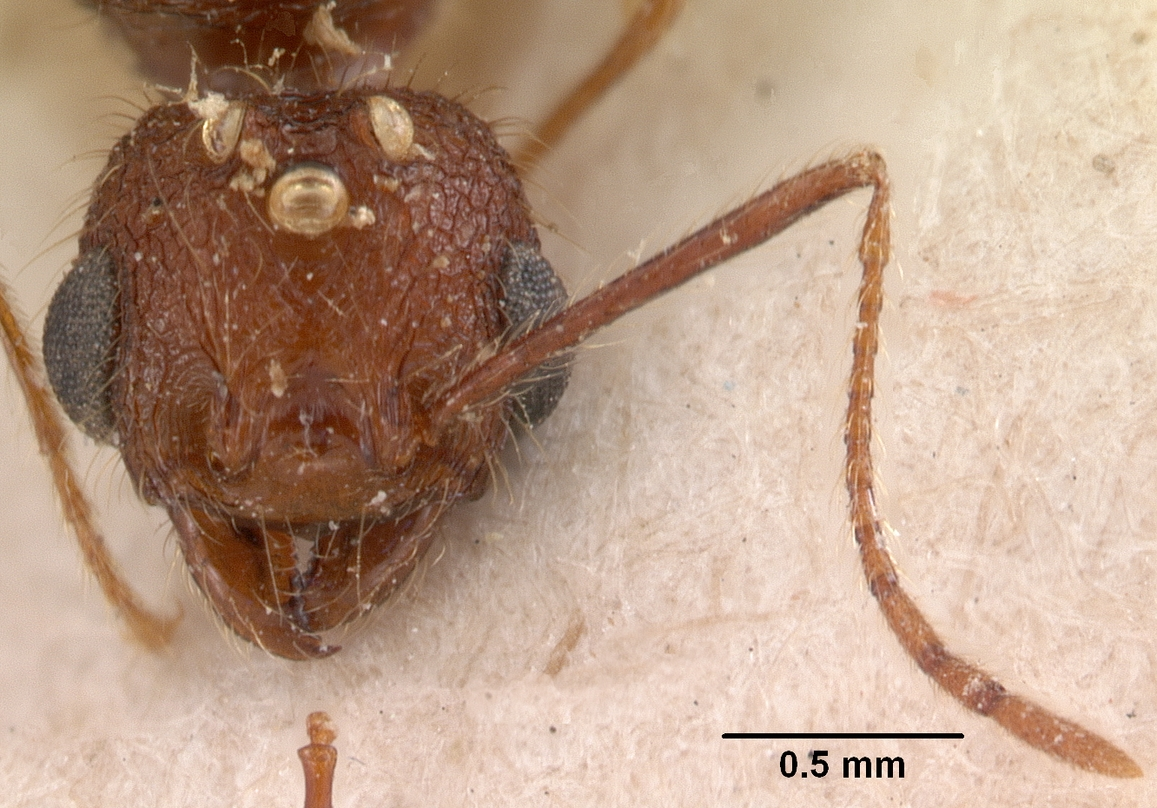
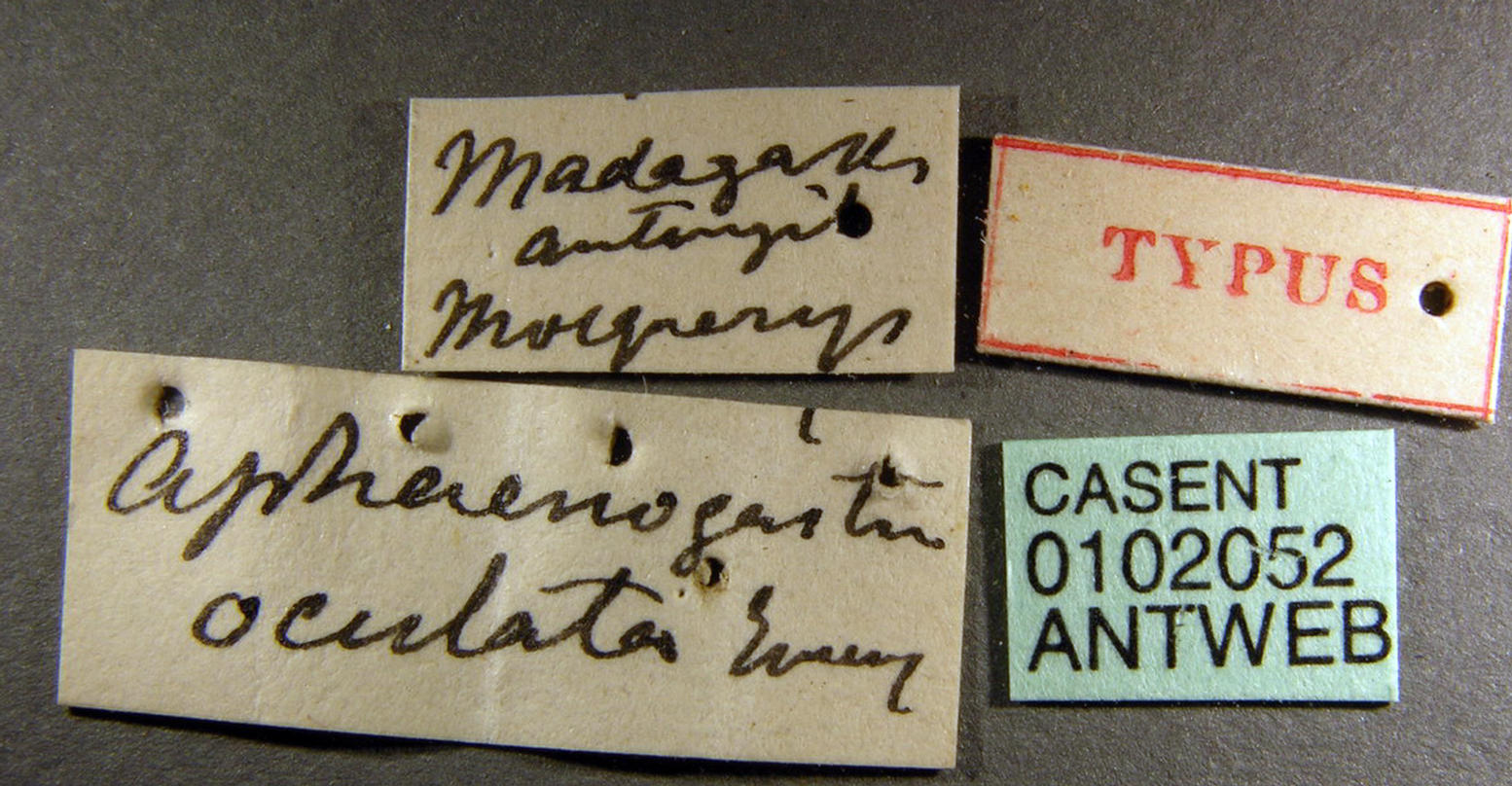
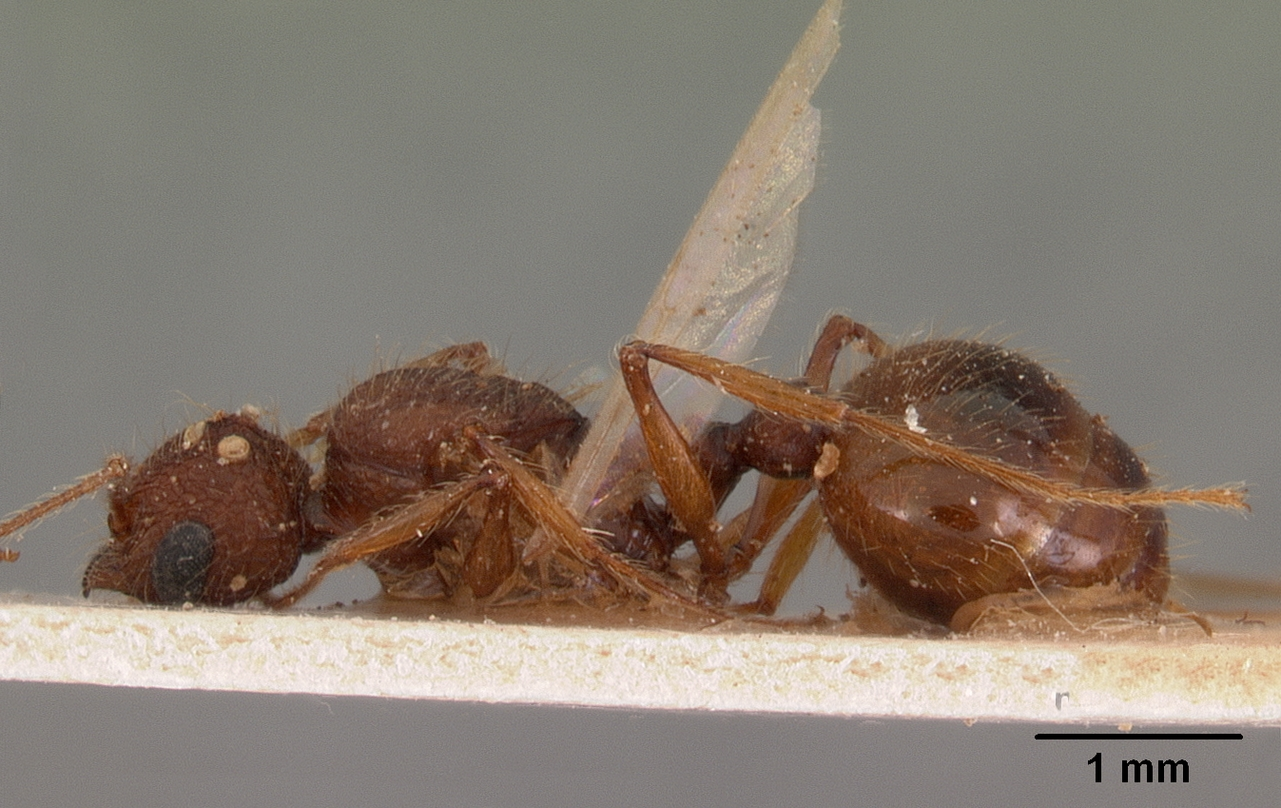